# (1237) Geneviève
(1237) Geneviève es un asteroide perteneciente al cinturón de asteroides descubierto por Guy Reiss desde el observatorio de Argel-Bouzaréah, Argelia, el 2 de diciembre de 1931.

## Designación y nombre
Geneviève se designó al principio como 1931 XB.
Más adelante, fue nombrado en honor de la hija mayor del descubridor.

## Características orbitales
Geneviève está situado a una distancia media de 2,612 ua del Sol, pudiendo acercarse hasta 2,409 ua. Su excentricidad es 0,07791 y la inclinación orbital 9,734°. Emplea en completar una órbita alrededor del Sol 1542 días.